# چیلینگاریان
چیلینگاریان (زبان ارمنی: Չիլինգարյան), یکی از نام‌های خانوادگی رایج در میان ارمنیان می‌باشد.
- آرسن چیلینگاریان
- جرج وی. چیلینگاریان
- سورن چیلینگاریان
- آشوت چیلینگاریان
- واسیل چیلینگاریان
- آغاسی چیلینگاریان
- آرمن چیلینگاریان
- پیش‌نویس:یوری چیلینگاریان
- پیش‌نویس:لئون چیلینگیریان